# Yo, el mujeriego
Yo, el mujeriego es una película mexicana de comedia de 1962 dirigida por José Díaz Morales y protagonizada por Antonio Aguilar, Patricia Conde, Luz Márquez, Fernando Soto "Mantequilla" y Eleazar García "Chelelo". Es la segunda versión de la película El mil amores, en su momento protagonizada por Pedro Infante y Rosita Quintana.Esta película presenta el debut cinematográfico de la actriz Blanca Sánchez.

## Sinopsis
El rico y mujeriego Rafael, llega a Guadalajara para encontrarse con la vendedora de la casa que está a punto de comprar, pero en el camino se encuentra con Cristina de la Garza, e ignorando que ella es la dueña de la casa, la persigue y la molesta. Al final ambos se dan cuenta de quiénes son en realidad y Rafael compra la casa, aunque desde ese momento Cristina le deja clara su aversión hacia él. 
Debido a que pronto va a casarse con Marilú, Rafael debe terminar con todas sus conquistas. Días después del primer encuentro, Cristina y Rafael vuelven a encontrarse, y este empeñado en seguirla, provoca que Cristina choque su auto. Esta enfurece, pues debía visitar a su hija Patricia en el internado. Avergonzado, Rafael se ofrece a llevarla y a pagar y reparar los daños del auto. Cristina se niega, pero al final tiene que acceder, debido a que Rafael roba las llaves de su auto después de llevarla al internado, prometiendo que regresará en una hora y se va.
Ya en el internado, Patricia padece las burlas de sus compañeras porque se sospecha que no tiene padre. Una de ellas en especial, al sentir celos y envidia hacia ella, promueve entre las demás la humillación hacia Patricia. En uno de esos incidentes, Cristina entra al dormitorio y alcanza a escuchar las acusaciones por parte de sus compañeras, in embargo la ven llegar y todas se retiran. Cristina encuentra a Patricia sollozando, y como ha venido haciendo todo ese tiempo, hace falsas promesas a su hija, diciéndole que su padre pronto vendrá y que espera que asista a su graduación. Por otra parte, inventa todas las cartas que Patricia recibe pensando que es su padre quién las envía. 
Mientras charla con su hija, la subdirectora del internado las interrumpe y pide a Cristina que se dirija a la oficina de la directora, pues quieren hablar de un asunto urgente. Ya ahí, la directora explica a Cristina que Patricia no puede seguir estudiando en el internado, debido a que nunca han visto a su esposo y por lo tanto asumen que su hija no tiene padre, lo cual era considerado una falta a la moral. En ese momento llega Rafael con el auto, tocando el claxon para que Crisitina se entere de que ha llegado. Desesperada por la situación, esta se ve obligada a inventar que el padre de Patricia es Rafael y que muy pronto podrá asistir a la fiesta de la Patrona del internado para que puedan conocerlo.
La directora se sorprende, pero al final acepta que Patricia continúe estudiando ahí. Se disculpa con Cristina por el terrible malentendido y la hace salir de la oficina. Sin embargo no cree del todo en sus palabras, por lo que hace que la subdirectora siga a Cristina en su coche para averiguar la verdad. Al percatarse Cristina que la siguen, se aterra y conduce hasta la nueva casa de Rafael, donde en ese momento se encuentran Marilú y su madre. Al verla llegar Rafael se sorprende y sale a su encuentro. Charlan por un momento, sin embargo la subdirectora entra también en la casa, y al percatarse Cristina, esta besa de pronto a Rafael, dejando satisfecha a la institutriz, quién se aleja sonriendo. 
Rafael está muy desconcertado, pensando que Cristina por fin ha decidido corresponderle y le regresa el beso, pero es descubierto por Marilú y su mamá, por lo que comienzan a acusar a Rafael de infiel. Sin embargo Cristina intercede por él y alega que es su media hermana, solucionando todo, por lo que Marilú y su mamá se disculpan y se retiran. Rafael agradece a Cristina, pero esta, viendo la oportunidad de hacer feliz a su hija por unos momentos, pide a Rafael que finja ser su marido frente a las compañeras y la directora del internado de su hija. Rafael piensa negarse, pero Cristina lo amenaza con decirle la verdad a su prometida y a su futura suegra, por lo que no tiene opción y acepta. 
Tiempo después de que la directora y las compañeras de Patricia conozcan al falso marido de Cristina, una compañera de Patricia descubre el engaño, y en medio de todas sus demás compañeras, acusa a Patricia de ser una mentirosa, pues en sus manos tiene un informe donde se aclara que Cristina fue abandonada por el verdadero Señor de la Garza cuando Patricia había nacido y que por otra parte huía desde hace mucho de la justicia por cometer fraude. Patricia, creyendo en las palabras de la chica, escapa del internado y va a la casa de Rafael, que para tranquilizarla sigue fingiendo ser su padre, provocando que Marilú rompa con él. Al final, en el baile de graduación de Patricia, Rafael se compromete con Cristina.